# Бергнер, Йосл
Йосл Бергнер (полное имя Владимир Иосиф Бергнер, нем. Vladimir Jossif (Yosl) Bergner, ивр. ולדימיר יוֹסִיף (יוֹסְל) בֶּרגנֶר‎; 13 октября 1920, Вена, Австрия — 18 января 2017, Тель-Авив) — израильский художник, известный как живописец, иллюстратор и театральный художник. Лауреат Премии Израиля (1980).

## Биография
Владимир Иосиф Бергнер родился в Вене в 1920 году и вырос в Варшаве, где начал учиться рисованию. Его отцом был писавший на идише поэт Мелех Равич (Зхария Хоне Бергнер; 1893, Радымно — 1976, Монреаль), а матерью — певица Фаня Бергнер. Имевшаяся в доме коллекция книг о немецком экспрессионизме положила начало формированию художественного стиля Йосла. На его мировоззрение также повлиял Франц Кафка, бывший другом семьи.
Усиливающийся в Европе в 1930-е годы антисемитизм побудил Мелеха Равича перевезти семью в Австралию. Переезд состоялся, когда Йослу было 17 лет. На корабле по пути в Австралию Бергнер познакоился с писателем на идише Йослем Бирштейном, с которым позднее сотрудничал как иллюстратор. Поселившись в Мельбурне, он зарабатывал на жизнь физическим трудом и продолжал своё образование в художественной школе при Национальной галерее штата Виктория, с 1939 года начав участвовать в выставках. В процессе поисков собственного стиля Бергнер стал членом Общества современного искусства, пропагандировавшего в Австралии отказ от академических канонов в живописи. Его ранняя работа «Аборигены, прикованные к дереву» (написанная по мотивам газетной фотографии маслом на картоне из-за дороговизны холста) вызвала значительный общественный резонанс.
С 1941 по 1946 год Бергнер служил в Австралийских имперских силах, в строительных подразделениях. На эти годы приходится его первый брак, с Мэри Тауман, который однако, быстро окончился разводом. В 1944 году на выставке была представлена ещё одна резонансная картина Бергнера — «Стена гетто», которую австралийский историк искусства Бернард Смит назвал постмодернистской.

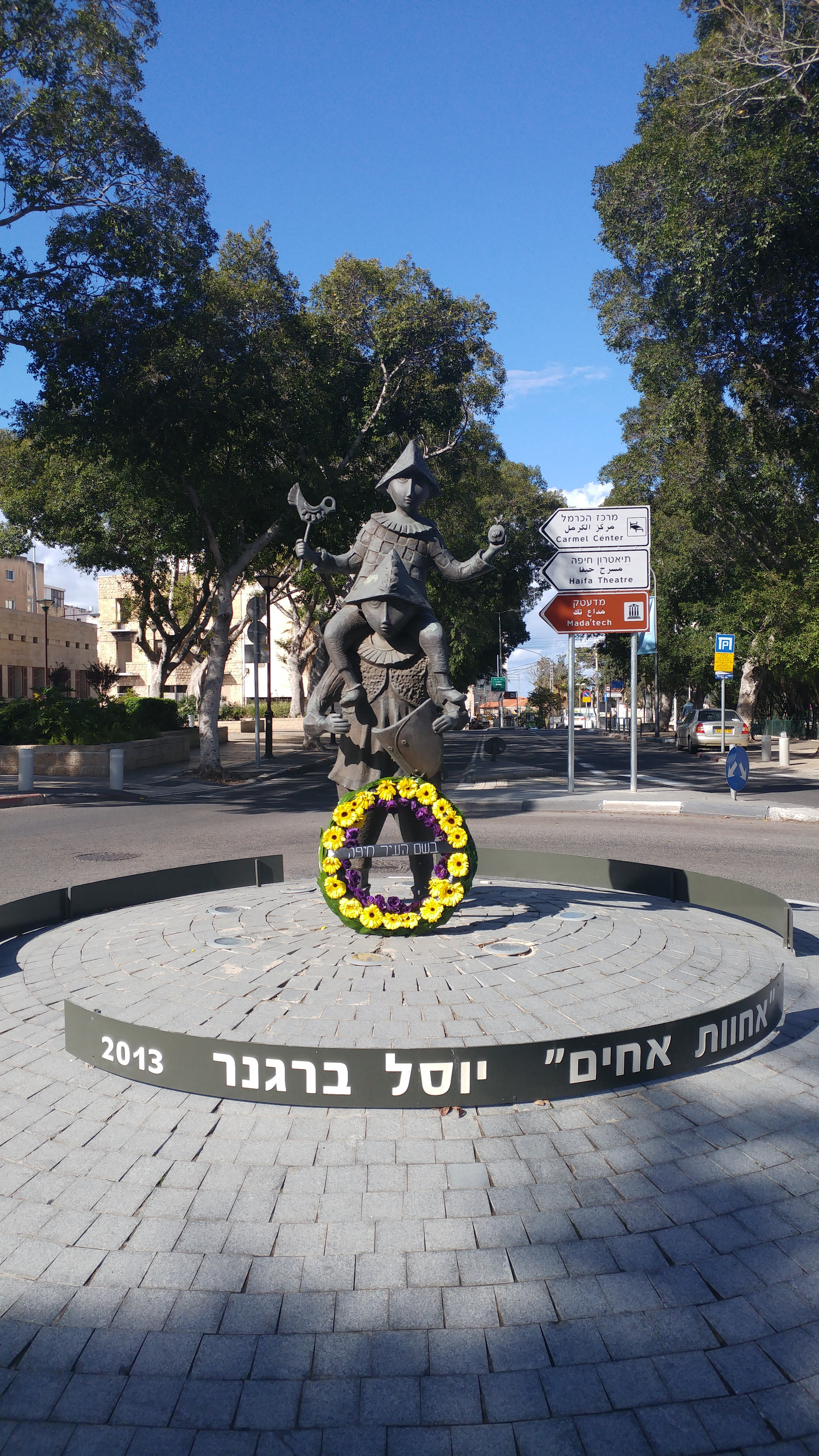
Площадь Йосла Бергнера, Хайфа

В 1948 году, по завершении учёбы в школе Национальной галереи, Бергнер эмигрировал из Австралии во Францию. В Париже он познакомился с своей будущей второй женой Одри (уроженкой Сиднея), которая, как и он, была художницей. В 1950 году Йосл и Одри репатриировались в Израиль, где поначалу поселились в Цфате. В 1957 году Бергнер перебрался в Тель-Авив, где жил и работал до самой смерти. Позже Бергнер, в Австралии состоявший в коммунистической партии, объяснял, что его привёл в Израиль не сионизм, а неприятие мирового антисемитизма.
Работы Йосла Бергнера выставлялись в израильском павильоне на Венецианских биеннале 1956 и 1958 года, выставки его произведений часто проходили в Тель-Авивском музее изобразительных искусств. Цикл картин по произведениям Кафки экспонировался в 1976 году в Париже в галерее «Арди». Значительное количество работ пожертвовано Бернером в 1985 году Национальной галерее Виктории, ретроспектива его творчества проводилась в Баньюле (Виктория). Бергнер умер в январе 2017 года в своём доме в Тель-Авиве, оставив после себя жену и дочь Хильду. Он был похоронен на кладбище кибуца Эйнат.

## Творчество
Раннее творчество Бергнера отличала социальная направленность, его внимание привлекали жизнь людей из народа, угнетённое положение коренных народов Австралии. На этом этапе его творчество развивалось в русле социального реализма, который сам Бергнер предпочитал называть «социальным гуманизмом». Эти мотивы развиваются в картинах «Бродячие ловцы крыс» (ок. 1939), «Отец и сыновья» (ок. 1943), «Аборигены» (1946). Смежной темой стали судьбы европейского еврейства; эта тема отражена в картинах «Еврейское местечко в огне» (ок. 1942), «Стена гетто» (1943). Стиль Бергнера в этот период близок к экспрессионизму, темпераментен, техника мазка пастозная, цветовая гамма мрачная, с преобладанием серого, коричневого и чёрного.
В годы проживания во Франции и поздне́е, после переезда в Израиль, стиль Бергнера претерпел изменения, его работы стали более изящными, порой почти монохромными или беспредметными (к этой категории относится работа 1962 года «Французский король»). В середине 1960-х годов Бергнер выработал стиль, который Электронная еврейская энциклопедия называет «самобытной версией сюрреализма». В мирах его картин («Четыре женщины», 1964, «Поедатели бабочек», 1965, «Хорошо меблированная пустыня», 1968, «Суета сует», 1969) старые, мятые и поломанные вещи ведут активную жизнь, а люди статичны, их позы неестественны, а черты лица схематичны. Особо часто на его картинах встречаются кухонные тёрки — танцующие, летающие, плачущие, влюблённые. В эти годы заметное место в творчестве художника занимают темы сионизма и алии, раскрываемые в символической форме.
В середине 1970-х годов при работе над циклом полотен по произведениям Франца Кафки («Процесс», «Замок») Бергнер вернулся к экспрессионизму, но цветовая гамма новых картин стала светлей, чем в его молодые годы. Позднее, когда в конце 1970-х и в 1980-е годы Бергнер вернулся к халуцианской теме, сюрреализм в его работах был сведён к минимуму, однако стёртость лиц сохранилась.
Произведения Бергнера, созданные в 1963—1968 годах, были включены в альбом, вышедший в 1969 году двумя изданиями — на иврите и английском языке. Отдельным изданием в 1990 году вышел альбом «Йосл Бергнер. Иллюстрации к Францу Кафке». Помимо собственно живописи, Бергнер часто работал как театральный художник, чаще всего оформляя постановки пьес Нисима Алони. Как иллюстратор он известен в частности оформлением вышедшего в 1966 году в Нью-Йорке идишского перевода романа Кафки «Процесс» (автором перевода был отец Йосла, Мелех Равич). В 1997 году увидела свет автобиография Бергнера, иллюстрированная им самим — «То, что я стремился выразить: истории и странствия, рассказанные в интервью Рут Бонди». Им также созданы многочисленные иллюстрации к произведениям Шая Агнона.

## Награды и звания
- 1955 — Премия мэрии Тель-Авива имени Дизенгофа в области живописи и скульптуры[13]
- 1956 —Премия мэрии Тель-Авива имени Дизенгофа в области живописи и скульптуры[13]
- 1980 — Премия Израиля[9]
- 1996 — премия дома-музея Шолом-Алейхема за достижения в области литературы и искусства[9]
- 2006 — звание почётного гражданина Тель-Авива[13]

В 1987 году в Австралии вышел на экраны биографический фильм «Запечатлевая жизнь города: фильм о Йосле Бергнере». Также в Австралии в 2004 году опубликована посвящённая творчеству Бергнера книга «Искусство как место встречи культур» (автор Фрэнк Клепнер).